# Лос Анђелес рамси
Лос Анђелес рамси (енгл. Los Angeles Rams) професионални су тим америчког фудбала са седиштем у Лос Анђелесу (Калифорнија). Клуб утакмице као домаћин игра на СоФи стадиону. Такмичи се у НФЦ-у у дивизији Запад. Клуб је основан 1936. и до сада је четири пута мењао назив, а под данашњим именом наступа од 2016.
„Рамси” су три пута били шампиони НФЛ-а, а последњи пут 1999. Клуб нема маскоту.